# 間三葉尺蛾
間三葉尺蛾（学名：Sauris interruptata）为尺蛾科三葉尺蛾屬下的一个种。